# Sharenting
Sharenting är ett begrepp som beskriver när vårdnadshavare sprider bilder, filmer eller annat material om sitt barn på internet. Sharenting är en sammanslagning av de engelska orden "sharing" (delande) och "parenting" (föräldraskap).
I debatten kring sharenting menar dess kritiker bland annat att delandet av bilder inverkar negativt på barnets rätt till privatliv och dess integritet, att bilder på internet kan spridas bortom barnet och föräldrarnas kontroll samt att barnet sällan fått möjlighet att själv uttala sig om materialet bör publiceras eller inte.
Beroende på lagstiftningen i olika länder kan det vara olagligt att dela bilder på sitt barn på internet. I Sverige gäller yttrandefrihet i stor omfattning vilket innebär att föräldrar nästan alltid har rätt att dela bilder. Det finns dock tillfällen där yttrandefriheten begränsas till förmån för den personliga integriteten. Om innehållet som sprids är känsligt och innehåller privat information om barnet, eller om spridningen medför allvarlig skada för barnet, kan spridningen vara olaglig. De svenska lagar och bestämmelser som kan tangera sharenting är barnkonventionen, föräldrabalken, förtal, förolämpning, olaga integritetsintrång, ofredande och dataskyddsförordningen.
Kommersiell sharenting innebär att någon delar innehåll på sitt barn i ekonomiskt syfte, till exempel när en influerare sprider bilder eller videor på sitt barn i sociala medier inom ramen för sin yrkesroll. Ett barn som medverkar i en förälders sociala mediekanaler kan i Sverige i vissa fall jämställas med ett barn som arbetar och kan därför omfattas av den lagstiftning som gäller för arbetstagare.
En studie visade 2016 att det i genomsnitt finns 1500 bilder på internet av ett barn när det nått 5 års ålder. En annan undersökning visade att en fjärdedel av alla bebisar i USA och Europa finns på nätet redan innan de har fötts, genom att föräldrarna postat ultraljudsbilder på dem. Barnen själva tycks vara tveksamt inställda till att bilder på dem delas: en svensk studie från Uppsala universitet visade att barn i åldern 4–15 år ville att vuxna frågar innan de postar bilder av dem på sociala medier och att svaret respekteras. Ett resultat som stack ut var att de yngsta barnen tycker mycket sämre om att bli fotograferade utan att först bli tillfrågade än de lite äldre i undersökningen.